# Anna Michalczuk-Podlecki
Anna Michalczuk-Podlecki – polska tłumaczka literatury estońskiej.

## Życiorys
Uzyskała dyplom magistra filologii polskiej na Uniwersytecie Wrocławskim, po czym w 2017 roku doktoryzowała się na macierzystej uczelni na podstawie pracy dotyczącej recepcji literatury polskiej w Estonii. Przez dwa lata pracowała jako lektor Katedry Slawistyki na Uniwersytecie w Tartu. W 2016 roku zaczęła pracować jako tłumaczka literatury estońskiej, przekłada książki dla dzieci jak i dla dorosłych odbiorców.
Jej tłumaczenia powieści Andrusa Kivirähka Człowiek, który znał mowę węży (2020) oraz Listopadowe porzeczki (2021) znalazły się na listach nominowanych publikacji do Literackiej Nagrody Europy Środkowej „Angelus”. Człowiek, który znał mowę węży znalazł się także na krótkiej liście nominowanych do nagrody „Ambasador Nowej Europy” Europejskiego Centrum Solidarności. W 2021 roku otrzymała od estońskiego Ministerstwa Spraw Zagranicznych list dziękczynny za „długoletni wkład w przekład literatury estońskiej oraz przybliżanie estońskiej kultury literackiej w Polsce".
Członkini Zarządu Oddziału Południowego Stowarzyszenia Tłumaczy Literatury.

## Przekłady
- Piret Raud, Księżniczki nieco zakręcone, Finebooks, 2015
- Piret Raud, Historie trochę szalone, Finebooks, 2015
- Jaan Kaplinski, Ojcu, Pogranicze 2016
- Anti Saar, Ja, Jonasz i cała reszta, Widnokrąg, 2018
- Andrus Kivirähk, Oskar i rzeczy, Widnokrąg, 2018
- Hilli Rand, Biały jak śnieg i czarny jak węgiel, Ezop, 2018
- Piret Raud, Ja, mama i nasi zwariowani przyjaciele, Finebooks, 2019
- Helena Läks, Sekretna kocia piekarnia, Ezop, 2019
- Reeli Reinaus, Żona dla taty!, Widnokrąg, 2019
- Andrus Kivirähk, Człowiek, który znał mowę węży, Marpress, 2020
- Priit Põhjala, Doktor Mati, weterynarz, Finebooks, 2021
- Piret Raud, Ucho, Finebooks, 2021
- Piret Raud, Emma kocha różowy!, Finebooks, 2021
- Anti Saar:
  - Mati nie umie zrobić salta, Widnokrąg, 2021
  - Mati i ostatni kawałek ciasta, Widnokrąg, 2021
  - Mati jedzie autobusem, Widnokrąg, 2021
  - Mati i śliwki, Widnokrąg, 2021
  - Stój tu, Mati!, Widnokrąg, 2021
- Andrus Kivirähk:
  - Tilda i kurzołek, Widnokrąg, 2021
  - Listopadowe porzeczki, Wydawnictwo Literackie, 2021[3]
- Paavo Matsin, Gogolowe disco, Marpress, 2022[1]